# Сторожевые катера проекта 1400
Сторожевые катера проекта 1400 (1400М) «Гриф», классификация НАТО: англ. Zhuk class — серия советских сторожевых и патрульных катеров стоящих на вооружении Пограничной службы ФСБ Российской Федерации, ВМС Украины и военно-морских сил других стран.
Относятся к кораблям 4-го ранга.

## История создания
Проектирование сторожевых катеров для морских частей погранвойск КГБ СССР началось с середины 1960-х годов. В 1967 году в ЦМКБ «Алмаз» командой главного конструктора В. М. Бурлакова и главного наблюдающего от ВМФ капитана 2 ранга В. И. Литовского был создан проект 1400 под кодовым шифром «Гриф». Катера подобного проекта предназначались для охраны государственной морской границы в прибрежных районах, проливах и на открытых рейдах портов, на речных и озёрных участках, а также для обеспечения морских КПП. В 1967-2000 годах построено около 300 катеров этого типа: на ССЗ «Море» Феодосия (217 ед.), на Батумском ССЗ и 8 на Приморском ССЗ. Из них 118 проданы в 20 стран мира.

## Описание
Катер имел размеры, позволяющие перевозить его по железной дороге. Основным вооружением была спаренная пулемётная установка 2М-7 калибра 14,5 мм, расположенная в носовой части. Двухвальная энергетическая установка состояла из двух V-образных дизелей М-401А мощностью 1000 л. с. каждый. Дизель-генератор ДГ-40 и дизель-генератор-комрессор-насос ДГКН-40. Корпус с комбинированными обводами (круглоскулыми в носу и остроскулый в корме) из прессованных панелей, листового и профильного материала из алюминиево-магниевых сплавов. Система набора продольная с навесными шпангоутами, кроме носа, где поперечная система набора. Корпус сварной (пр. 1400 - клёпанный) из алюминиево-магниевого сплава марки В48-4Т1, что позволяет использовать блочный метод постройки корабля. Корпус разделён водонепроницаемыми переборками на 6 отсеков. Катер способен оставаться на плаву при затоплении любого отсека. Одноярусная надстройка также из алюминиево-магниевых сплавов со сварными или клеесварными конструкциями. Управление двигателями дистанционное автоматизированное. При необходимости из машинного отделения.

## Варианты

### 1400-Э
С учётом пожеланий иностранных заказчиков, в 1974 году в ЦКБ «Алмаз» был разработан специальный технический проект 1400-Э, предназначенный специально для экспорта в страны с жарким и тропическим климатом. Экспортные катера такого типа отличались наличием дополнительной спаренной пулемётной установки калибром 14,5 или 12,7 мм, установленной на баке; системой кондиционирования воздуха и дополнительным дизель-генератором ДГ-40. Корпус был клёпаным, изготавливался из того же алюминиевого сплава В48-4Т1. Кроме того, главные двигатели и резинотехнические изделия поставлялись в экспортном варианте.

### 1400-М
Позднее проект был значительно откорректирован: модифицированный проект 1400-М предполагал изготовление сварного корпуса из сплава АМГ-61, что позволило применить блочный метод постройки и максимальную унификацию узлов и элементов с двумя предыдущими проектами. В качестве двигателей использовались более современные дизели М-401БТ и дизель-генераторы ДГКН-40 и ДГ-40, управляемые системой «Орион-3М». В штурманское вооружение вошли навигационная система «Градус-2М» и авторулевой «Самшит-В221», в навигационное оборудование вошли РЛС «Лоция» (навигационная и обнаружения надводных целей), бинокулярная морская труба БМТ-110 и система госопознавания «Хром-К».
Основным вооружением являлась турельно-башенная пулемётная установка «Утёс-М» калибром 12,7 мм. Экспортная модификация принципиально практически ничем не отличалась от своего советского аналога. В зависимости от желания заказчика на катере устанавливались типы 2М-5 или 2М-1 в носу или корме (в корму можно ставить прожектор МСП-45К).

### Другие проекты
На базе «Грифа» был создан разъездной катер проекта 14670 «Гурзуф» (всего 10 единиц) и правительственный катер проекта 1400-А, который не имел вооружения, но за счёт более объёмной надстройки имел помещения повышенной комфортности.

## Строительство
Головной катер строился на ПО «Алмаз» в 1968 году, там же были построены ещё три катера установочной серии. Массовое производство для пограничников было развёрнуто в 1969 году на Феодосийском ПО «Море» (всего там было построено около 30 катеров). С 1974 года строились экспортные катера проекта 1400-Э, а с 1976 года и проектов 1400-М и 1400-МЭ. Всего с 1969 по 1991 годы на ПО «Алмаз», ПО «Море» и Батумском ССЗ было построено около 300 катеров. На Украине их строительство продолжалось и после декабря 1991 года.

## Служба
Первые катера проданы за границу в 1971 году на Кубу и в Экваториальную Гвинею. Из более чем трёхсот катеров чуть больше ста отправлено на экспорт в 23 страны Африки, Азии и Америки. Ещё два катера получила Эстония после распада СССР в 1992 году и несколько десятков корпусов достались Украине при разделе Черноморского флота (один передан Грузии). К настоящему времени практически все катера проекта 1400-М списаны, и на декабрь 2001 года в составе морских частей ФПС России насчитывается не более четырёх катеров проекта 1400М.

## Страны-операторы
- СССР с 1967 года более 180[5]
- Россия 31
- Украина 12 на 2010 год[6]
- Грузия 10. На многих штатного вооружения нет, 2 подорваны 13.08.2008 в Поти частями ВДВ РФ, с 1 в 2012 вооружение снято[4]
- Казахстан 4 проекта 1400М[4]
- Эстония в 1992 годах 2, 1 списан в 2001, с 25 мая 2001 года как музей в Таллине
- Азербайджан 1
- Туркменистан 1 проекта 1400Т построен для Туркмении[4]
- Куба в 1971—1988 годах 40 (18 выведены из флота)
- Южный Йемен Южному Йемену: в 1975 году — 2 (выведены из флота) и в 1978—1990 годах — 14 (4 выведены из флота), в 1975—1988 годах Северному Йемену — 5 (выведены и флота)
- Вьетнам 14 — 3 в 1978 году, 3 в 1979, 1 в 1981, 3 в 1986, 2 в 1989, 2 в 1990 году
- Болгария в 1981 году 10
- Никарагуа в 1982—1986 годах 8 (шесть выведены из состава флота)
- Сирия 8 — 3 в 1981 году, 3 в 1984 году, 2 в 1985 году
- Ирак в 1974—1975 годах 5 (выведены из состава флота)
- Мозамбик в 1978—1980 годах 5 (три выведены из состава флота)
- Бенин 4 в 1979 и 1980 годах, 2 списаны в 1992 году
- Эфиопия в 1982—1985 годах 4 (два выведены из состава флота)[5]
- Кабо-Верде в 1980 году 3 (два выведены из состава флота)
- Камерун в 1985—1988 годах 3 (2 выведены из состава флота)
- Республика Конго в 1982 году 3
- Экваториальная Гвинея в 1974—1975 годах 3 (выведены из состава флота)
- Гвинея в 1987 году 2
- Камбоджа в 1988 году 2
- Маврикий в 1990 году 2
- Сейшельские Острова в 1981 и 1982 годах 2
- Алжир в 1981 году 1 (выведен из состава флота)
- Ангола в 1975 году Анголе 1 (выведен из состава флота)
- Сомали в 1974 году 1 (выведен из состава флота)

Все данные и по